# Morsko (województwo małopolskie)
Morsko – wieś w Polsce położona w województwie małopolskim, w powiecie proszowickim, w gminie Koszyce.
W latach 1975–1998 miejscowość administracyjnie należała do województwa kieleckiego.
W pobliżu wsi przebiega DK 79 na odcinku Kraków - Sandomierz.

Integralne części miejscowości: Parcela-Morsko, Wroczków.

## Zabytki
- Park dworski – został wpisany do rejestru zabytków nieruchomych województwa małopolskiego[6].

W XV w. w Morsku znajdował się ważny port na Wiśle, obsługujący pobliskie Koszyce.